# Wylde Swan (1920)
Pour les articles homonymes, voir Swan, Harriet, Ursula, ARE et Bromberg (homonymie).
Pour l'île (homonymie avec un des anciens noms du voilier), voir Jemo.
Le Wylde Swan est un harenguier à moteur construit en 1920 à Kiel, transformé en 2010 en une goélette à hunier, c'est la plus grande goélette à deux-mâts du monde. Le voilier est utilisé comme navire-école avec comme port d'attache Makkum aux Pays-Bas. Il participe régulièrement aux courses de vieux gréements : les Tall Ships' Races.

## Description
Le Wylde Swan mesure 62 m de long pour un maître-bau de 7,3 m et un tirant d'eau de 3,5 m avec un déplacement de 153 tonnes. Actuellement, il est gréé en goélette à hunier, à deux mâts portant 7 voiles dont un hunier pour une surface totale de voilure de 1 130 m2. Sous voile, il peut atteindre une vitesse maximale de 14 nœuds (26 km/h). Il est également équipé d'un moteur Diesel auxiliaire Caterpilar de 480 chevaux.
Il a une capacité de 120 personnes pour des sorties en mer à la journée et peut embarquer jusqu'à 38 cadets et 12 membres d'équipage en navigation hauturière.
Son numéro IMO est 5126718, son numéro MMSI 244074000 et l'indicatif d’appel maritime est PIWS.

## Historique
À l'origine, le Wylde Swan était un harenguier à moteur, à coque acier construit en 1920 au chantier naval Howaldtswerke à Kiel en Allemagne. Ce type de chalutier avait été conçu pour leur rapidité à rentrer au port afin de concurrencer les autres pêcheries. Ce bateau fut lancé en 1920 sous le nom de Jemo. Il a ensuite changé de nombreuses fois de propriétaires et de noms : Gaupøy, Are, Hariet, Ursula, Bromberg.
En 1940, alors qu'il avait déjà été transformé par différents propriétaires, il est réquisitionné par la Kriegsmarine. En 1945, il est récupéré par la marine norvégienne.
Alors que le navire était hors d’usage depuis longtemps, Willem Sluid, un constructeur de bateaux, constate qu’il était apte à une conversion en voilier. En juin 2010, le navire est transformé en navire-école grée en goélette à hunier, la plus grande goélette à deux-mâts du monde. Sa coque élancée rappelle les grands yachts du début du XXe siècle.
Le 11 juillet 2013, lors des Tall Ships 'Race 2013, le Wyvern, un ketch norvégien fait naufrage et déclare une voie d'eau entre les îles suédoises de Gotland et Öland, en mer Baltique. Les services de secours aériens et maritimes suédois récupèrent les dix membres d'équipage. Toutefois, trois membres d'équipage du Wylde Swan, montés à bord du Wyvern tentent d'éviter le naufrage en pompant de l'eau. Deux des membres de l'équipage du Wylde Swan sont hélitreuillés par la suite,, mais le troisième est entraîné par le navire, des témoins l'ayant aperçu emmêlé dans le gréement. Il est retrouvé mort en mer le 14 juillet 2013.

## Navigation
Il a participé aux Tonnerres de Brest 2012, à l'Armada de Rouen 2013 et à Brest 2016.

## Galerie d'images

Wylde Swan aux Tonnerres de Brest 2012
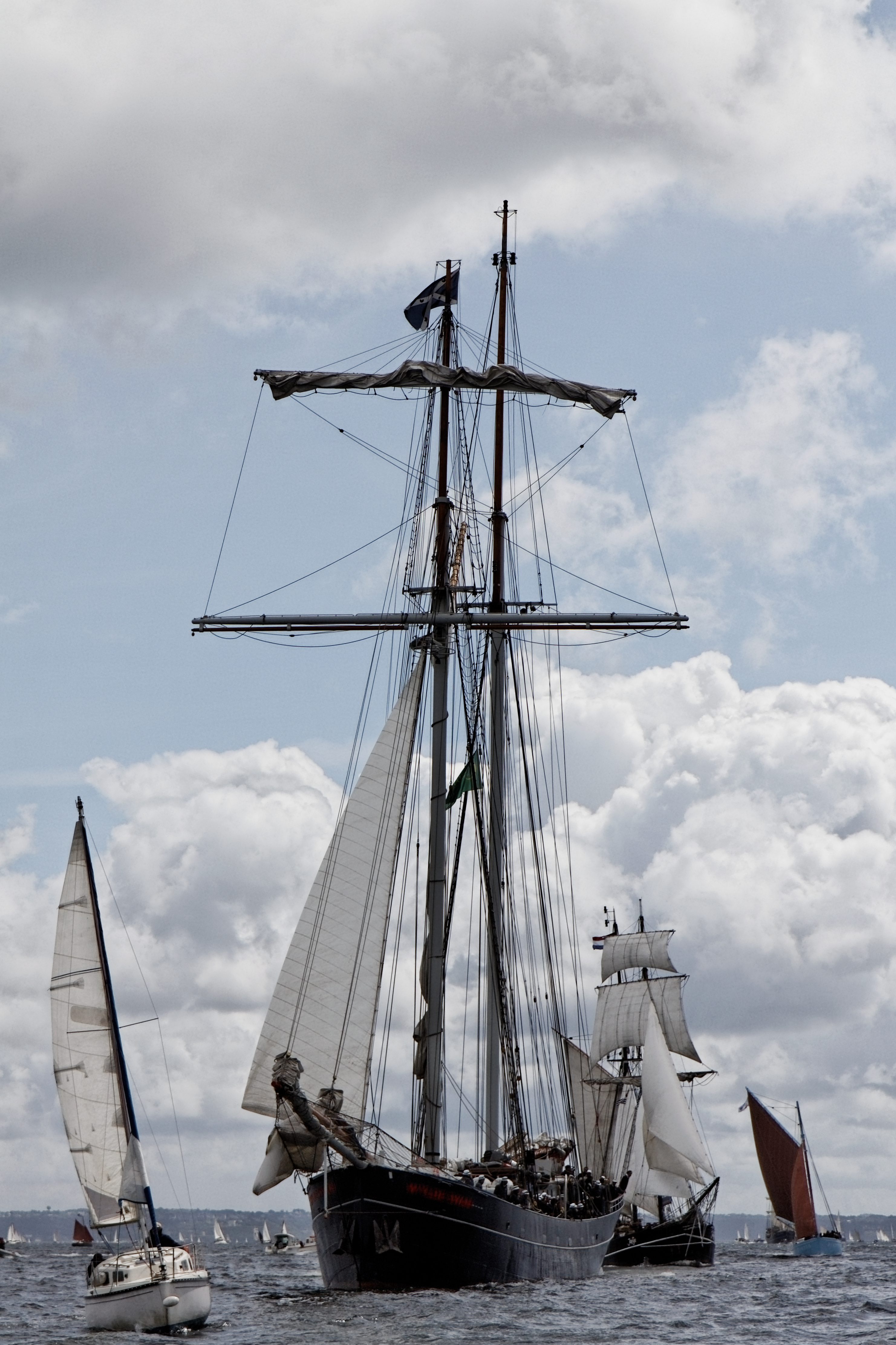
Vue de face
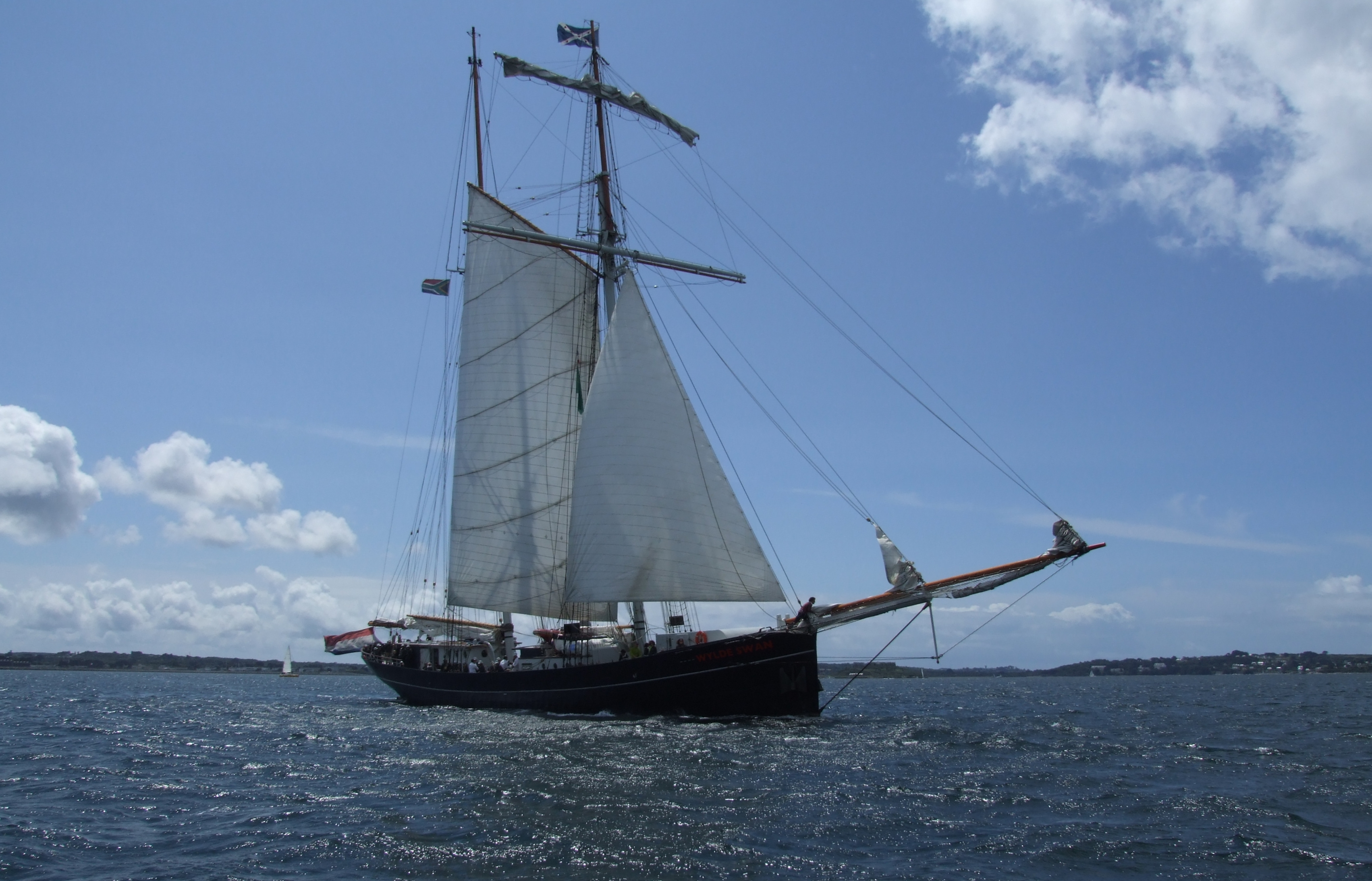
Vue tribord
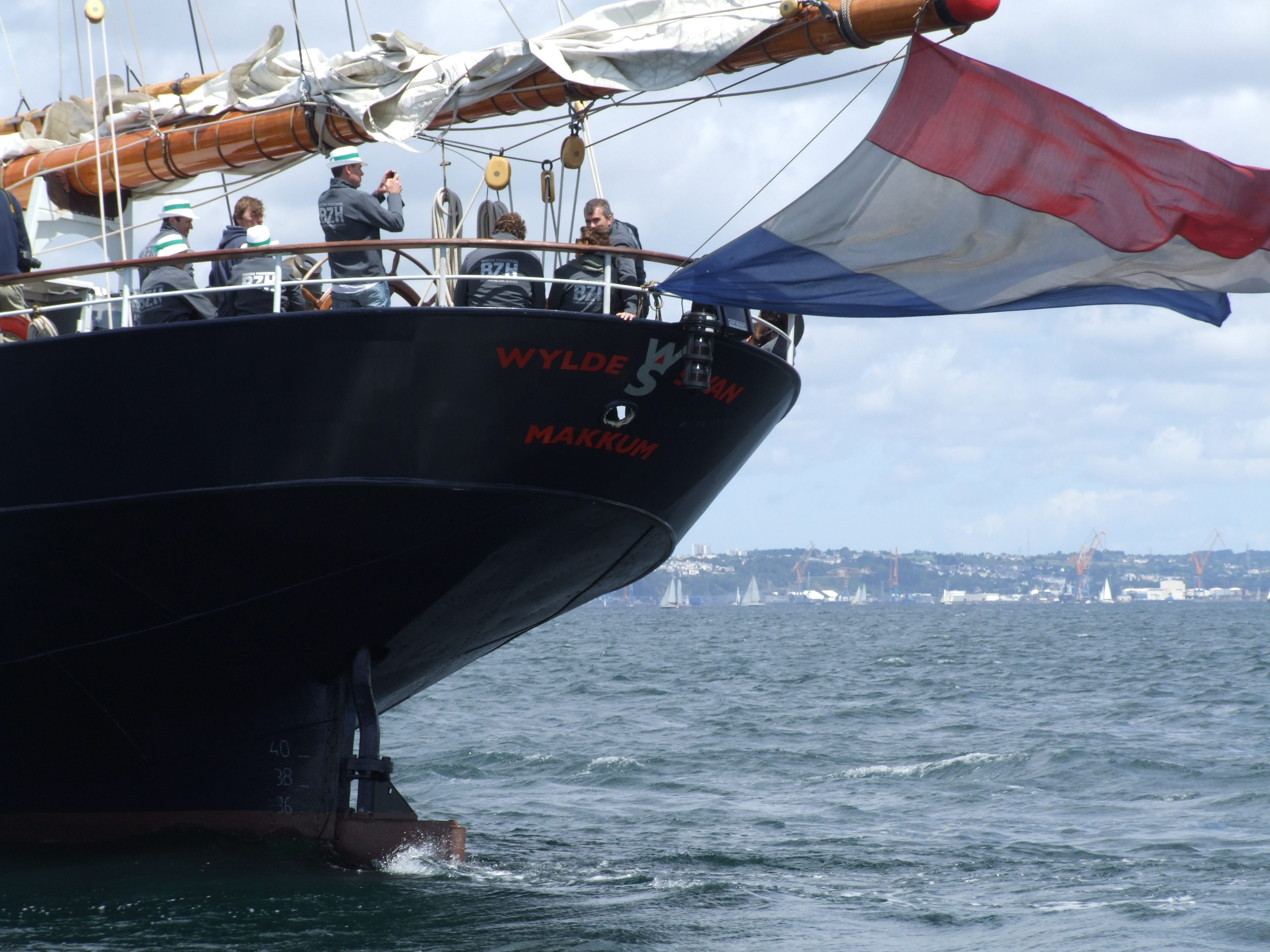
Poupe
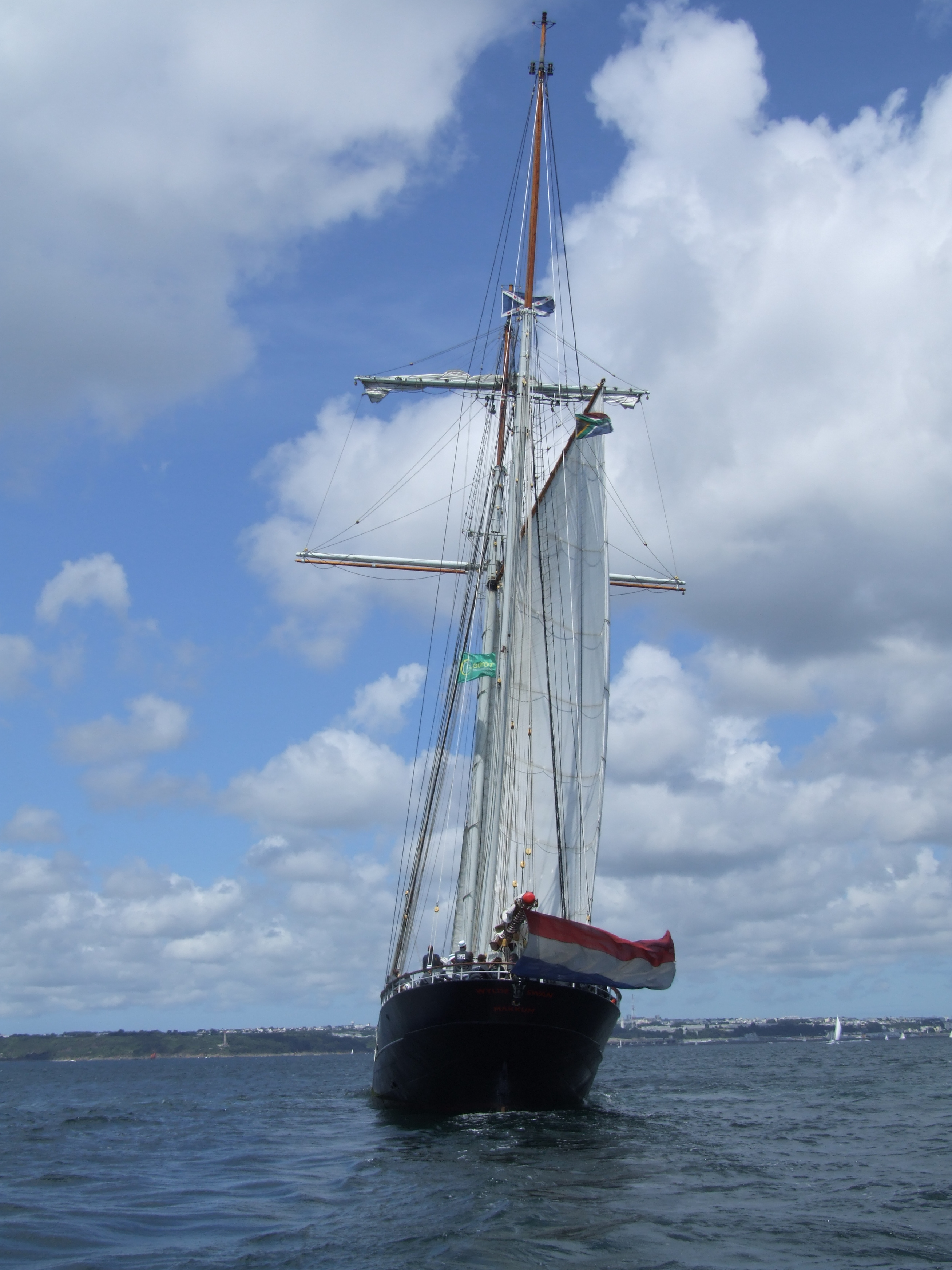
Sous voile
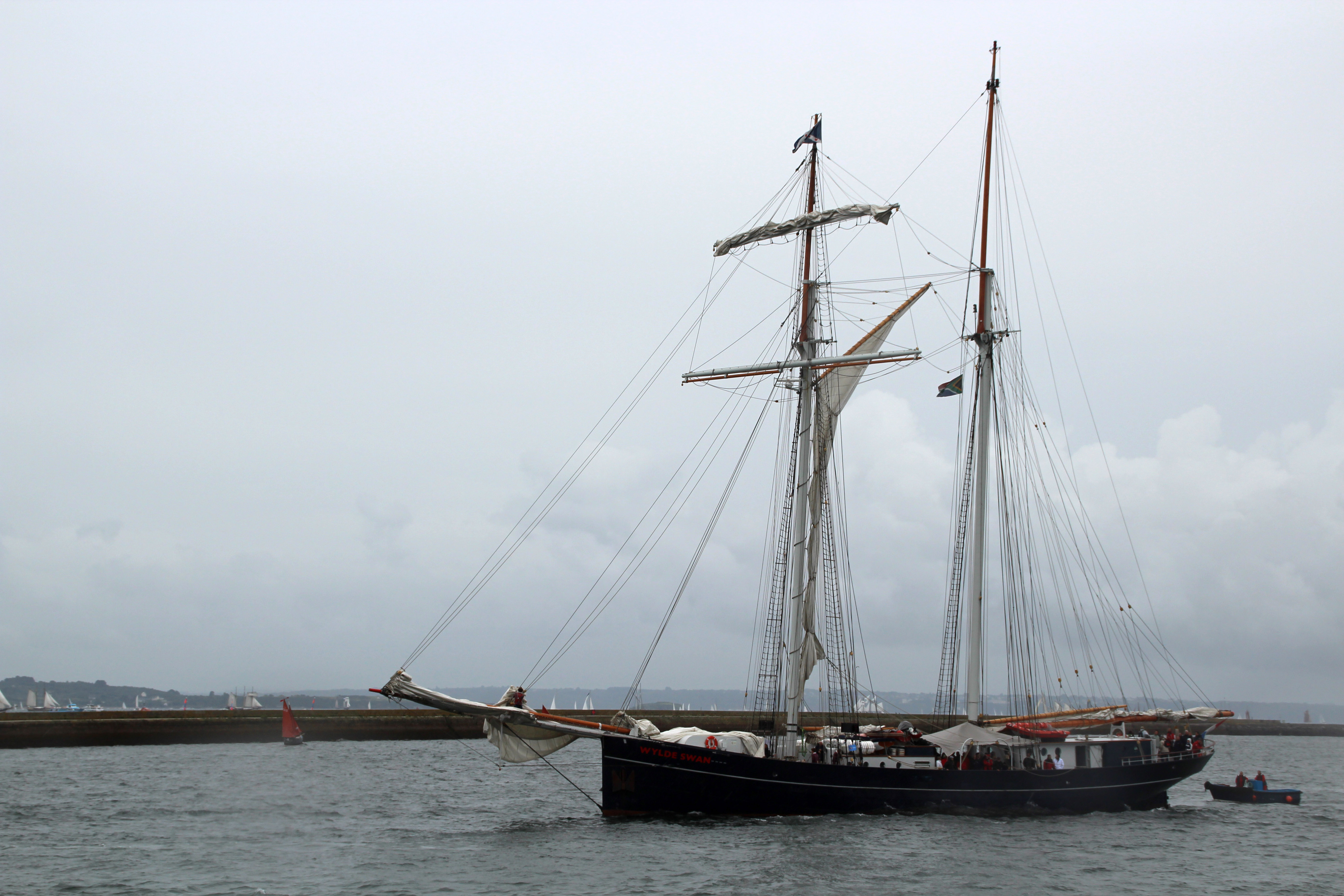
en rade abri